# Carve Her Name with Pride
Carve Her Name with Pride és una pel·lícula britànica del 1958 dirigida per Lewis Gilbert. La pel·lícula està basada en el llibre del mateix títol de R.J. Minney, que relata la verdadera història de Violeta Szabo, agent del servei secret britànic Special Operations Executive enviada a la França ocupada durant la Segona Guerra Mundial.
La pel·lícula inclou la lectura del poema The Life That I Have, escrit per Leo Marks i donat a Violette Szabo just davant la seva sortida cap a la missió.
El personatge anònim interpretat per Michael Caine, un presoner en un tren de presoners bombardejat per la RAF que demana aigua a Violeta Szabo, seria - en la vida real - l'heroi de guerra Forest Yeo Thomas.

## Repartiment
- Virginia McKenna: Violette Szabo
- Paul Scofield: Tony Fraser
- Jack Warner: Mr. Charles Bushell
- Denise Grey: Mrs. Bushell
- Alain Saury: Étienne Szabo
- Maurice Ronet: Jacques
- Anne Leon: Lilian Rolfe
- Sydney Tafler: Potter
- Avice Landone: Vera Atkins
- Nicole Stéphane: Denise Bloch
- William Mervyn: Coronel Maurice Buckmaster
- Michael Goodliffe: expert en codificació
- Michael Caine: anònim

## Premis
- BAFTA a la millor actriu per Virginia McKenna[cal citació]